# 대구텍
대구텍(TaeguTec Ltd.)은 아시아 최대의 초경 절삭 공구 및 관련 산업제품 생산기업으로, 대한민국 유일의 버크셔 해서웨이 자회사이다. 26개의 해외 법인과 80개국에 130여개의 전문 대리점 망을 구축하고 있는 다국적 기업인 대구텍은, 2013년 5월, 워렌 버핏이 지분 전량을 인수하면서 자연스레 대한민국 유일의 워런 버핏 자회사가 되었다. 전 국영기업 대한중석(大韓重石)을 모체로 하고 있는 대구텍은 100년의 역사를 가지는 기업이기도 하다 2011년 3월 21일, 대구텍 제2공장 기공식에 참석한 버핏 회장은, 추가 투자를 통해 지속적인 확장을 할 것이라고 밝혔다.

## 역사

### 대한중석 시절
1960년, 당시 대한민국 유일의 외화벌이 국영기업이자, 회사의 수출액이 국가 전체 수출액의 약 60%까지 차지한 대한민국 최대 공기업이었던 대한중석의 역사는 1916년 4월, 강원도 영월의 상동광산이 발견되면서 시작되었다. 당시 어느 기업보다도 자금력을 지니고 있었으며, 세계 최대의 단일광구였던 상동광산과 달성광산을 주축으로 세계 중석시장의 8%, 자유진영 공급량의 10~20%까지 담당하고 있었기에 대외적으로도 막강한 영향력을 행사했다.

#### 대한중석 관계사
- 대한중석건설
- 대한소결금속
- 중석공영(舊 거평주택개발)
- 포항종합제철(現 포스코)
- 강남신용금고(現 현대스위스저축은행)
- 대한중석공업고등학교(現 대중금속공업고등학교)

#### 수상경력
- 1969년 제6회 수출의 날 표창 수상(대한민국 2위)
- 1970년 제7회 수출의 날 표창 수상(대한민국 3위)
- 1971년 제8회 수출의 날 표창 수상(대한민국 6위)
- 1972년 제9회 수출의 날 표창 수상(대한민국 8위)

#### 1960년대 이전
- 1916년 4월: 강원도 상동 텅스텐 광맥 노두 발견
- 1936년 2월: 소림광업(주) 설립
- 1947년 2월: 회중석 미국 첫 수출
- 1952년 9월: 대한중석광업(주) 설립(수출액 $16,457,000 / 종업원수 4,287명)
- 1959년 5월: 화학처리 공장 준공

#### 1960년대
- 1961년 6월: 뉴욕 지사 설립
- 1961년 9월: 종합연구소 설립
- 1961년 11월: 런던 지사 설립
- 1963년 2월: 동경 지사 설립
- 1968년 2월: 포항종합제철(주)(現 포스코) 공동설립(정부 75%, 대한중석 25% 합작투자)
- 1969년 11월: 제6회 수출의 날 표창 수상(수출 2위)

#### 1970년대
- 1970년 제7회 수출의 날 표창 수상(수출 3위)
- 1971년 제8회 수출의 날 표창 수상(수출 6위)
- 1972년 제9회 수출의 날 표창 수상(수출 8위)
- 1972년 11월: APT 공장 준공
- 1974년 2월: 텅스텐 파우더 공장 준공
- 1976년 11월: 네덜란드 로테르담 지사 설립
- 1977년 11월: 중석 종합 가공 공장 준공 (Blank, Carbide Insert, Mining Tools, Brazed Tools 생산)
- 1978년 10월: 코팅 공장 준공(CVD-TiN 최초 생산)
- 1979년 12월: 툴홀더 공장 준공

#### 1980년대
- 1981년 1월: 초경 특수 코팅 Substrate 개발
- 1983년 5월: 네덜란드 지사 독일로 이전
- 1985년 7월: 대한중석, 포항제철간 공동 연구 협력
- 1985년 10월: 대한민국 최초 Cermet 인서트 개발
- 1988년 11월: 카바이드 롤 공장 준공
- 1989년 11월: 텅스텐 와이어 공장 준공

#### 1990년대
- 1991년 3월: 세라믹 공장 준공
- 1994년 2월: 상동 광산 폐광
- 1994년 3월: 정부 공기업 민영화 방침에 의거 거평그룹으로 대주주 변경
- 1995년 3월: 텅스텐 와이어 중국 공장 준공
- 1998년 4월: 한국절삭공구(주) 설립
- 1998년 7월: 대한중석초경(주)으로 사명 변경, 대한중석(주) 초경사업부문 인수
- 1999년 2월: 본사를 서울에서 대구로 이전
- 1999년 4월: 마케팅 센터 준공
- 1999년: 미국 지사 설립(現 Ingersoll USA)
- 1999년: 독일 지사 설립(現 Ingersoll GMBH)

#### 2000년대
- 2000년 3월: 인도 현지법인 설립(뱅갈로)/절삭공장
- 2000년 7월: 종합기술연구소 신축 완공
- 2000년 12월: 중국 현지법인 설립(상하이)
- 2001년 3월: 브라질 현지법인 설립(상파울로)
- 2001년 6월: 스칸디나비아 현지법인 설립(코펜하겐)
- 2002년 6월: 영국 현지법인 설립(리즈)
- 2002년 6월: 이탈리아 현지법인 설립(토리노 & 밀라노)
- 2004년 6월: 일본 현지법인 설립(나고야)
- 2004년 6월: Tech Center 및 카바이드 Rod 공장 신축 완공
- 2005년 6월: 오스트레일리아 현지법인 설립(시드니)
- 2005년 10월: 터키 현지법인 설립(이스탄불)
- 2006년 3월: 슬로바키아 지사 설립(질리나)
- 2006년 4월: 말레이시아 현지법인 설립(콸라룸푸르)
- 2007년 1월: 태국 지사 설립(방콕)
- 2007년 2월: 스페인 지사 설립(바르셀로나)
- 2007년 3월: 프랑스 지사 설립(샹 쉬르 마른느)
- 2007년 7월: 인도네시아 지사 설립(베카시)
- 2007년 11월: 폴란드 지사 설립(바르샤바)
- 2008년 4월: 러시아 지사 설립(모스크바)
- 2008년 4월: 우크라이나 지사 설립(드네프로페트로프스크)
- 2009년 6월: 남아프리카공화국 지사 설립(요하네스버그)
- 2009년 9월: 체코 지사 설립(필센)
- 2009년 11월: 헝가리 지사 설립(토록발린트)
- 2010년 11월: 아르헨티나 지사 설립(부에노스아이레스)
- 2012년 4월: 제2공장 준공
- 2017년 11월: IMC그룹 아시아 물류센터 개관
- 2019년 7월: 유한책임회사 조직변경

## 역대 CEO

### 대한중석
| 대수 | 이름   | 직급 | 임기            | 비고                                                            |
| ---- | ------ | ---- | --------------- | --------------------------------------------------------------- |
| 초대 | 안봉익 | 사장 | 1952년 ~ 1957년 | 이승만 대통령 내정 초대 사장                                    |
| 2대  | 장기영 | 사장 | 1957년 ~ 1960년 | 민중당 총재, 국회의원, 체신부 장관, 서울시장                    |
| 3대  | 문창준 | 사장 | 1960년 ~ 1961년 | 한국무역해운회사 대표                                           |
| 4대  | 장지양 | 사장 | 1961년 ~ 1962년 | 국회의원, 대사, 한국사학회장                                    |
| 5대  | 김창규 | 사장 | 1962년 ~ 1963년 | 공군참모총장, 국회의원, 대림산업 부회장, 한국석유화학공업협회장 |
| 6대  | 박태준 | 사장 | 1964년 ~ 1968년 | 육군 소장, 포항제철 사장                                        |
| 7대  | 김용배 | 사장 | 1968년 ~ 1970년 | 육군참모총장, 충남비료 사장                                     |
| 8대  | 박병권 | 사장 | 1970년 ~ 1976년 | 국방부 장관                                                     |
| 9대  | 한신   | 사장 | 1977년 ~ 1985년 | 내무부 장관, 감사원장, 합참의장                                 |
| 10대 | 김정호 | 사장 | 1985년 ~ 1986년 | 국회의원, 건양통운 회장                                         |
| 11대 | 김용수 | 사장 | 1986년 ~ 1991년 | 국회의원                                                        |
| 12대 | 이진백 | 사장 | 1991년 ~ 1993년 | 정보사령관, 육군 소장                                           |
| 13대 | 원성희 | 사장 | 1993년 ~ 1994년 | 한국수출산업공단 이사장                                         |
| 14대 | 양수제 | 사장 | 1994년 ~ 1998년 | 삼성전자 부사장, 중앙일보 부사장, 거평시그네틱스 부회장         |
| 15대 | 최효병 | 사장 | 1997년 ~ 1998년 | 거평그룹 부사장                                                 |

### 대구텍
| 대수 | 이름      | 직급 | 임기            | 비고 |
| ---- | --------- | ---- | --------------- | ---- |
| 초대 | 일란 게리 | 사장 | 1999년 ~ 2001년 |      |
| 2대  | 모셰 샤론 | 사장 | 2001년 ~ 2013년 |      |
| 3대  | 한현준    | 사장 | 2013년 ~ 현재   |      |

## 버크셔 해서웨이 투자 배경
2006년, 당시 대구텍 최대 주주였던 에이탄 베르트하이머 IMC그룹 회장은 워런 버핏 버크셔 해셔웨이 회장에게 한 장 반가량 길이의 편지를 통해 회사를 소개하며 매각 의사를 전했다. 일주일 후, 워런 버핏은 IMC그룹의 경영진을 버크셔 해서웨이 본사로 초대, 직접 만나 대화를 나눈 후 곧바로 인수 인계를 결정하였다. 이에 IMC그룹이 지분 전량을 소유하고 있던 대구텍은 자연스레 버크셔 해서웨이 직속 자회사가 되었다. 워런 버핏 회장이 투자한 회사 가운데 두 차례나 걸쳐 직접 방문한 회사는 대구텍이 처음이라고 밝히기도 하였다.

## 최근 동향
- 2007년 10월 워런 버핏 대구텍 방문[7]
- 2009년 3월 IMC, 대구텍에 1,000억원 추가 투자[8]
- 2010년 10월 국내 8번째 원산지 인증 수출자 획득[9]
- 2011년 3월 워런 버핏 제2공장 신축에 1,000억원 추가 투자[10]
- 2011년 3월 워런 버핏 대구텍 재방, 제2공장 기공식 참석 및 이명박 대통령 면담
- 2012년 4월 제2공장 준공식 개최[11]
- 2013년 5월 한현준 대표이사 사장 취임[12]
- 2019년 7월 유한책임회사 조직변경

## 수상 경력
- 2005년 5천만불 수출의 탑 수상
- 2005년 1억불 수출의 탑 수상
- 2008년 2억불 수출의 탑 수상[13]

## 같이 보기
- 워렌 버핏
- 버크셔 해서웨이